# Onthophagus mpassa
Onthophagus mpassa é uma espécie de inseto do género Onthophagus, família Scarabaeidae, ordem Coleoptera.

## História
Foi descrita cientificamente por Walter em 1982.